# Carmen López Ruiz
María del Carmen López Ruiz (Argamasilla de Calatrava, 15 de desembre de 1961) és una sanitaria i sindicalista espanyola de la Unió General de Treballadors (UGT), diputada de la desena legislatura de l'Assemblea de Madrid
Nascuda el 15 de desembre de 1961 a Argamasilla de Calatrava (província de Ciudad Real), ha treballat de personal sanitari de l'Hospital Ramón y Cajal. Es va afiliar a la Unió General de Treballadors (UGT) el 1984. Secretaria de Política Social de la Comissió Executiva Confederal de la UGT, va ser inclosa com a candidata al número 6 de la llista del Partit Socialista Obrer Espanyol (PSOE) per a les Eleccions a l'Assemblea de Madrid de 2015 encapçalada per Ángel Gabilondo, i va ser escollida diputada de la desena legislatura del parlament regional.
En la votació celebrada el dia de la constitució de la legislatura el 9 de juny de 2015 va ser elegida secretària segona de la Mesa de l'Assemblea.